# Brigada franco-alemana

La brigada franco-alemana (Francés: Brigade Franco-Allemande; Alemán: Deutsch-Französische Brigade) es una brigada militar especial del Eurocuerpo, fundada en 1989, que consiste en unidades del ejército francés y del ejército alemán.

## Historia

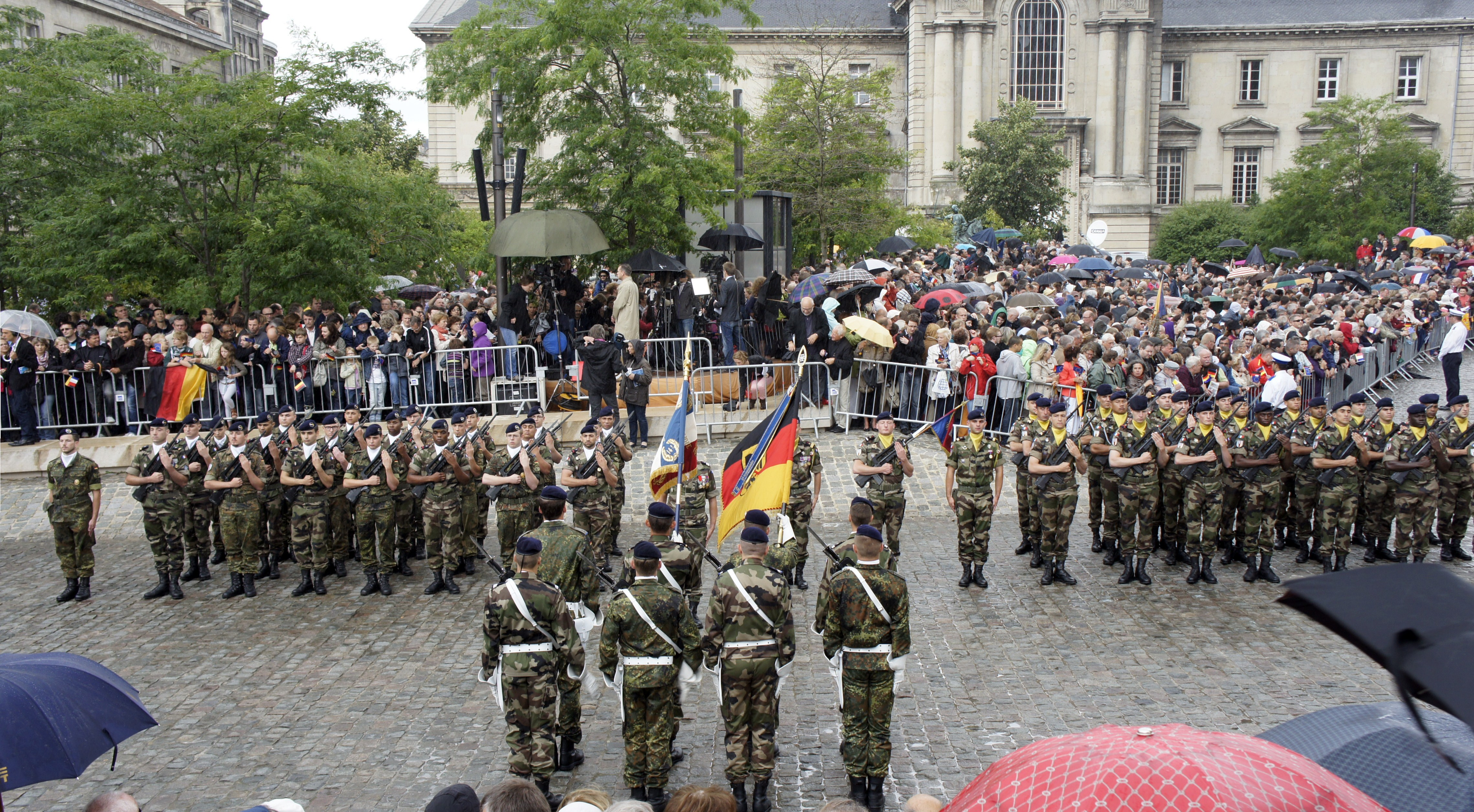
El desfile de la brigada franco-alemana en Reims, en honor al 50° aniversario de la amistad franco-alemana (19 de octubre de 2012)

La Brigada se formó en 1987 después de una cumbre entre el presidente francés François Mitterrand y el Canciller alemán Helmut Kohl. La Brigada comenzó a funcionar el 2 de octubre de 1989, bajo el mando del General Jean-Pierre Sengeisen. Actualmente, la brigada está estacionada en Müllheim, Metz, Donaueschingen, Illkirch-Graffenstaden, Sarreburgo e Immendingen como parte del Eurocuerpo.
En febrero de 2009 se anunció que un batallón alemán de la fuerza debía trasladarse a Illkirch, cerca de Estrasburgo, la primera vez que una unidad alemana se encontraba en Francia desde la ocupación alemana en la Segunda Guerra Mundial.
El 31 de octubre de 2013, Francia anunció que en 2014 cerraría el 110.º Regimiento de Infantería con sede en Donaueschingen y, por lo tanto, retiraría a unos 1000 hombres de Alemania. Esto dejaría a la brigada con 4000 hombres, pero pondría fin a que cada país tuviera una presencia importante en el otro, Francia se quedaría con aproximadamente 500 soldados en Alemania y viceversa.
Desde 2016, las unidades francesas son parte de la 1ª División y las unidades alemanas son parte de la 10.ª División Panzer.

## Organización
La brigada franco-alemana puede ser descrita como una formación mecanizada. Sus unidades de combate son un regimiento de reconocimiento blindado, tres batallones de infantería y un regimiento de artillería. La unidad de apoyo logístico y la sede de la brigada tienen complementos mixtos de ambos países.